# بوفچه-شبگرد ستاره‌ای
بوفچه-شبگرد ستاره‌ای (نام علمی: Aegotheles tatei) نام یک گونه از راسته جغد است.